# God Is an Astronaut
A God Is an Astronaut (jelentése: Isten egy űrhajós) egy ír poszt-rock zenekar. 2002-ben alakultak meg a Wicklow megyei Glen of the Downs-ban. Tagjai: Torsten Kinsella, Niels Kinsella és Lloyd Hanney. Volt tagok: Michael Fenton, Gazz Carr és Jamie Dean. Pályafutásuk alatt 7 nagylemezt jelentettek meg, a nyolcadik 2018 áprilisában jelent meg. Lemezeiket a Napalm Records, Revive Records, Rocket Girl kiadók dobják piacra. Érdekes nevüket a "Nightbreed" című filmben elhangzott idézetről kapták. A "The End of the Beginning" és a "From Dust to the Beyond" című számok klipjeit az MTV (Music Television) is leadta. 
Magyarországon is felléptek már, több alkalommal is. Legelőször 2011-ben koncerteztek itthon, a Dürer Kertben, majd egy évvel később, 2012-ben ugyanitt ismét játszottak. Harmadszor 2014-ben léptek fel hazánkban, ezúttal az A38 Hajón. 2015-ben negyedszer is "tiszteletüket tették" Magyarországon, szintén a Dürer Kertben. Legközelebbi koncertjük Magyarországon ismét a Dürer Kertben lesz, 2025. október 19-én.

## Diszkográfia

### Stúdióalbumok
- The End of the Beginning (2002)
- All is Violent, All is Bright (2005)
- Far from Refuge (2007)
- God is an Astronaut (2008)
- Age of the Fifth Sun (2010)
- Origins (2013)
- Helios / Erebus (2016)
- Epitaph (2018)
- Ghost Tapes #10 (2021)

### Egyéb kiadványok
- A Moment of Stillness (2006, EP)